# Liste des législatures françaises
Cette page dresse la liste des législatures françaises.
Dans les parlements bicaméraux, c’est l'entrée en fonction d'une nouvelle chambre basse qui marque le début d'une législature, soit parce que la chambre haute n'est pas élue, soit parce que son renouvellement est partiel.

## Liste
- Royauté
- République
- Empire
- Régime de l'État français

| Législature                           | Législature                                           | Date                                                    | Parlement | Parlement | Parlement | Organe gouvernemental | Régime                                  |
| Législature                           | Législature                                           | Date                                                    | Assemblée plénière | Première chambre ou Chambre basse | Autres chambres ou Chambre haute | Organe gouvernemental | Régime                                  |
| ------------------------------------- | ----------------------------------------------------- | ------------------------------------------------------- | --- | --- | --- | --- | --------------------------------------- |
|                                       | No 1 (premiers) : États généraux 1302                 | du 23 mars au 10 avril 1302                             | Jusqu'à la Révolution française de 1789, le pouvoir législatif appartient au roi et pas aux parlements qui sont des cours de justices. Le roi peut appeler et prendre conseil auprès des États généraux (derniers en 1789). | Jusqu'à la Révolution française de 1789, le pouvoir législatif appartient au roi et pas aux parlements qui sont des cours de justices. Le roi peut appeler et prendre conseil auprès des États généraux (derniers en 1789). | Jusqu'à la Révolution française de 1789, le pouvoir législatif appartient au roi et pas aux parlements qui sont des cours de justices. Le roi peut appeler et prendre conseil auprès des États généraux (derniers en 1789). | Conseil du roi : Conseil d'État (XIIIe siècle–1790) distinct du Conseil des Affaires (puis d'en haut) (XVIe siècle–1792)                                                                                    | Monarchie féodale (987–1610)            |
| (Liste des trente-six États généraux) | (Liste des trente-six États généraux)                 | (...)                                                   | Jusqu'à la Révolution française de 1789, le pouvoir législatif appartient au roi et pas aux parlements qui sont des cours de justices. Le roi peut appeler et prendre conseil auprès des États généraux (derniers en 1789). | Jusqu'à la Révolution française de 1789, le pouvoir législatif appartient au roi et pas aux parlements qui sont des cours de justices. Le roi peut appeler et prendre conseil auprès des États généraux (derniers en 1789). | Jusqu'à la Révolution française de 1789, le pouvoir législatif appartient au roi et pas aux parlements qui sont des cours de justices. Le roi peut appeler et prendre conseil auprès des États généraux (derniers en 1789). | Conseil du roi : Conseil d'État (XIIIe siècle–1790) distinct du Conseil des Affaires (puis d'en haut) (XVIe siècle–1792)                                                                                    | Monarchie féodale (987–1610)            |
|                                       | No 35 : États généraux de 1614                        | du 27 octobre 1614 au 23 février 1615                   | Jusqu'à la Révolution française de 1789, le pouvoir législatif appartient au roi et pas aux parlements qui sont des cours de justices. Le roi peut appeler et prendre conseil auprès des États généraux (derniers en 1789). | Jusqu'à la Révolution française de 1789, le pouvoir législatif appartient au roi et pas aux parlements qui sont des cours de justices. Le roi peut appeler et prendre conseil auprès des États généraux (derniers en 1789). | Jusqu'à la Révolution française de 1789, le pouvoir législatif appartient au roi et pas aux parlements qui sont des cours de justices. Le roi peut appeler et prendre conseil auprès des États généraux (derniers en 1789). | Conseil du roi : Conseil d'État (XIIIe siècle–1790) distinct du Conseil des Affaires (puis d'en haut) (XVIe siècle–1792)                                                                                    | Ancien Régime (1610–1791)               |
|                                       | No 36 (derniers) : États généraux de 1789             | du 5 mai 1789 au 27 juin 1789                           | Jusqu'à la Révolution française de 1789, le pouvoir législatif appartient au roi et pas aux parlements qui sont des cours de justices. Le roi peut appeler et prendre conseil auprès des États généraux (derniers en 1789). | Jusqu'à la Révolution française de 1789, le pouvoir législatif appartient au roi et pas aux parlements qui sont des cours de justices. Le roi peut appeler et prendre conseil auprès des États généraux (derniers en 1789). | Jusqu'à la Révolution française de 1789, le pouvoir législatif appartient au roi et pas aux parlements qui sont des cours de justices. Le roi peut appeler et prendre conseil auprès des États généraux (derniers en 1789). | Conseil du roi : Conseil d'État (XIIIe siècle–1790) distinct du Conseil des Affaires (puis d'en haut) (XVIe siècle–1792)                                                                                    | Ancien Régime (1610–1791)               |
|                                       | Législature unique                                    | du 9 juillet 1789 au 30 septembre 1791                  | Assemblée nationale constituante | Assemblée nationale constituante | Assemblée nationale constituante | Conseil du roi : Conseil d'État (XIIIe siècle–1790) distinct du Conseil des Affaires (puis d'en haut) (XVIe siècle–1792)                                                                                    | Ancien Régime (1610–1791)               |
|                                       | Législature unique                                    | du 1er octobre 1791…                                    | Assemblée nationale législative | Assemblée nationale législative | Assemblée nationale législative | Conseil du roi : Conseil d'État (XIIIe siècle–1790) distinct du Conseil des Affaires (puis d'en haut) (XVIe siècle–1792)                                                                                    | Monarchie constitutionnelle (1791-1792) |
| …au 21 septembre 1792                 | Législature unique                                    | Conseil exécutif provisoire (août–septembre 1792)       | Assemblée nationale législative | Assemblée nationale législative | Assemblée nationale législative | | Monarchie constitutionnelle (1791-1792) |
|                                       | Législature unique                                    | du 21 septembre 1792 au 26 octobre 1795                 | Convention nationale | Convention nationale | Convention nationale | La réalité du pouvoir exécutif est partagé entre deux entités, parfois rivales (1792–1795) | Première République (1792–1804)         |
| (1795) (1797) (1798) (1799)           | Législature unique (quatre renouvellements par tiers) | du 27 octobre 1795 au 26 décembre 1799                  | pas d'Assemblée plénière | Conseil des Cinq-Cents | Conseil des Anciens | Directoire (1795–1799) | Première République (1792–1804)         |
|                                       | Législature unique                                    | du 1er janvier 1800 au 4 juin 1814                      | pas d'Assemblée plénière | Corps législatif | Sénat conservateur | Consulat (1799–1804) | Première République (1792–1804)         |
| Aréopage informel                     | Législature unique                                    | du 1er janvier 1800 au 4 juin 1814                      | pas d'Assemblée plénière | Corps législatif | Sénat conservateur | Premier Empire (1804–1814) |                                         |
|                                       | Législature unique                                    | du 4 juin 1814 au 20 mars 1815                          | pas d'Assemblée plénière | Chambre des députés des départements | Chambre des pairs (1814–1848) | Conseil des ministres et conseil privé | Première Restauration (1814–1815)       |
|                                       | Législature unique                                    | du 3 juin au 13 juillet 1815                            | pas d'Assemblée plénière | Chambre des représentants | Chambre des pairs (1814–1848) | Aréopage informel | Cent-Jours (1815)                       |
|                                       | Ire législature                                       | du 7 octobre 1815 au 5 septembre 1816                   | pas d'Assemblée plénière | Chambre des députés des départements (1815–1830) | Chambre des pairs (1814–1848) | Conseil des ministres et conseil privé | Seconde Restauration (1815–1830)        |
| (1816) (1820)                         | IIe législature                                       | du 4 novembre 1816 au 24 décembre 1823                  | pas d'Assemblée plénière | Chambre des députés des départements (1815–1830) | Chambre des pairs (1814–1848) | Conseil des ministres et conseil privé | Seconde Restauration (1815–1830)        |
|                                       | IIIe législature                                      | du 23 mars 1824 au 5 novembre 1827                      | pas d'Assemblée plénière | Chambre des députés des départements (1815–1830) | Chambre des pairs (1814–1848) | Conseil des ministres et conseil privé | Seconde Restauration (1815–1830)        |
|                                       | IVe législature                                       | du 5 février 1828 au 16 mai 1830                        | pas d'Assemblée plénière | Chambre des députés des départements (1815–1830) | Chambre des pairs (1814–1848) | Conseil des ministres et conseil privé | Seconde Restauration (1815–1830)        |
|                                       | Ve législature                                        | du 23 juin 1830 au 28 juillet 1830                      | pas d'Assemblée plénière | Chambre des députés des départements (1815–1830) | Chambre des pairs (1814–1848) | Conseil des ministres et conseil privé | Seconde Restauration (1815–1830)        |
|                                       | Ire législature                                       | du 29 juillet 1830 au 31 mai 1831                       | pas d'Assemblée plénière | Chambre des députés (1830–1848) | Chambre des pairs (1814–1848) | Conseil des ministres | Monarchie de Juillet (1830–1848)        |
|                                       | IIe législature                                       | du 23 juillet 1831 au 25 mai 1834                       | pas d'Assemblée plénière | Chambre des députés (1830–1848) | Chambre des pairs (1814–1848) | Conseil des ministres | Monarchie de Juillet (1830–1848)        |
|                                       | IIIe législature                                      | du 31 juillet 1834 au 3 octobre 1837                    | pas d'Assemblée plénière | Chambre des députés (1830–1848) | Chambre des pairs (1814–1848) | Conseil des ministres | Monarchie de Juillet (1830–1848)        |
|                                       | IVe législature                                       | du 18 décembre 1837 au 2 février 1839                   | pas d'Assemblée plénière | Chambre des députés (1830–1848) | Chambre des pairs (1814–1848) | Conseil des ministres | Monarchie de Juillet (1830–1848)        |
|                                       | Ve législature                                        | du 4 avril 1839 au 12 juin 1842                         | pas d'Assemblée plénière | Chambre des députés (1830–1848) | Chambre des pairs (1814–1848) | Conseil des ministres | Monarchie de Juillet (1830–1848)        |
|                                       | VIe législature                                       | du 26 juillet 1842 au 6 juillet 1846                    | pas d'Assemblée plénière | Chambre des députés (1830–1848) | Chambre des pairs (1814–1848) | Conseil des ministres | Monarchie de Juillet (1830–1848)        |
|                                       | VIIe législature                                      | du 17 août 1846 au 24 février 1848                      | pas d'Assemblée plénière | Chambre des députés (1830–1848) | Chambre des pairs (1814–1848) | Conseil des ministres | Monarchie de Juillet (1830–1848)        |
|                                       | Législature unique                                    | du 4 mai 1848 au 26 mai 1849                            | Assemblée nationale constituante | Assemblée nationale constituante | Assemblée nationale constituante | Conseil des ministres | Deuxième République (1848–1852)         |
|                                       | Législature unique                                    | du 28 mai 1849 au 2 décembre 1851                       | Assemblée nationale législative | Assemblée nationale législative | Assemblée nationale législative | Conseil des ministres | Deuxième République (1848–1852)         |
|                                       | Ire législature                                       | du 29 mars 1852 au 28 novembre 1857                     | pas d'Assemblée plénière | Corps législatif (1852–1870) | Sénat (1852–1870) | Seul maître du pouvoir exécutif, Napoléon III gouverne avec deux organes : le cabinet particulier (secrétariat général du chef de l'État) et le gouvernement (une dizaine de commis nommés par l'Empereur). | Second Empire (1852–1870)               |
|                                       | IIe législature                                       | du 28 novembre 1857 au 5 novembre 1863                  | pas d'Assemblée plénière | Corps législatif (1852–1870) | Sénat (1852–1870) | Seul maître du pouvoir exécutif, Napoléon III gouverne avec deux organes : le cabinet particulier (secrétariat général du chef de l'État) et le gouvernement (une dizaine de commis nommés par l'Empereur). | Second Empire (1852–1870)               |
|                                       | IIIe législature                                      | du 5 novembre 1863 au 28 avril 1869                     | pas d'Assemblée plénière | Corps législatif (1852–1870) | Sénat (1852–1870) | Seul maître du pouvoir exécutif, Napoléon III gouverne avec deux organes : le cabinet particulier (secrétariat général du chef de l'État) et le gouvernement (une dizaine de commis nommés par l'Empereur). | Second Empire (1852–1870)               |
|                                       | IVe législature                                       | du 28 avril 1869 au 4 septembre 1870                    | pas d'Assemblée plénière | Corps législatif (1852–1870) | Sénat (1852–1870) | Seul maître du pouvoir exécutif, Napoléon III gouverne avec deux organes : le cabinet particulier (secrétariat général du chef de l'État) et le gouvernement (une dizaine de commis nommés par l'Empereur). | Second Empire (1852–1870)               |
|                                       | Législature unique                                    | du 12 février 1871 au 7 mars 1876                       | Assemblée nationale | Assemblée nationale | Assemblée nationale | Conseil des ministres | Troisième République (1870–1940)        |
|                                       | Ire législature                                       | du 9 mars 1876 au 25 juin 1877                          | Assemblée nationale (1875-1942) | Chambre des députés (1875-1942) | Sénat (1875-1942) | Conseil des ministres | Troisième République (1870–1940)        |
|                                       | IIe législature                                       | du 7 novembre 1877 au 27 octobre 1881                   | Assemblée nationale (1875-1942) | Chambre des députés (1875-1942) | Sénat (1875-1942) | Conseil des ministres | Troisième République (1870–1940)        |
|                                       | IIIe législature                                      | du 28 octobre 1881 au 9 novembre 1885                   | Assemblée nationale (1875-1942) | Chambre des députés (1875-1942) | Sénat (1875-1942) | Conseil des ministres | Troisième République (1870–1940)        |
|                                       | IVe législature                                       | du 10 novembre 1885 au 11 novembre 1889                 | Assemblée nationale (1875-1942) | Chambre des députés (1875-1942) | Sénat (1875-1942) | Conseil des ministres | Troisième République (1870–1940)        |
|                                       | Ve législature                                        | du 12 novembre 1889 au 14 octobre 1893                  | Assemblée nationale (1875-1942) | Chambre des députés (1875-1942) | Sénat (1875-1942) | Conseil des ministres | Troisième République (1870–1940)        |
|                                       | VIe législature                                       | du 15 octobre 1893 au 31 mai 1898                       | Assemblée nationale (1875-1942) | Chambre des députés (1875-1942) | Sénat (1875-1942) | Conseil des ministres | Troisième République (1870–1940)        |
|                                       | VIIe législature                                      | du 1er juin 1898 au 31 mai 1902                         | Assemblée nationale (1875-1942) | Chambre des députés (1875-1942) | Sénat (1875-1942) | Conseil des ministres | Troisième République (1870–1940)        |
|                                       | VIIIe législature                                     | du 1er juin 1902 au 31 mai 1906                         | Assemblée nationale (1875-1942) | Chambre des députés (1875-1942) | Sénat (1875-1942) | Conseil des ministres | Troisième République (1870–1940)        |
|                                       | IXe législature                                       | du 1er juin 1906 au 31 mai 1910                         | Assemblée nationale (1875-1942) | Chambre des députés (1875-1942) | Sénat (1875-1942) | Conseil des ministres | Troisième République (1870–1940)        |
|                                       | Xe législature                                        | du 1er juin 1910 au 31 mai 1914                         | Assemblée nationale (1875-1942) | Chambre des députés (1875-1942) | Sénat (1875-1942) | Conseil des ministres | Troisième République (1870–1940)        |
|                                       | XIe législature                                       | du 1er juin 1914 au 7 décembre 1919                     | Assemblée nationale (1875-1942) | Chambre des députés (1875-1942) | Sénat (1875-1942) | Conseil des ministres | Troisième République (1870–1940)        |
|                                       | XIIe législature                                      | du 8 décembre 1919 au 31 mai 1924                       | Assemblée nationale (1875-1942) | Chambre des députés (1875-1942) | Sénat (1875-1942) | Conseil des ministres | Troisième République (1870–1940)        |
|                                       | XIIIe législature                                     | du 1er juin 1924 au 31 mai 1928                         | Assemblée nationale (1875-1942) | Chambre des députés (1875-1942) | Sénat (1875-1942) | Conseil des ministres | Troisième République (1870–1940)        |
|                                       | XIVe législature                                      | du 1er juin 1928 au 31 mai 1932                         | Assemblée nationale (1875-1942) | Chambre des députés (1875-1942) | Sénat (1875-1942) | Conseil des ministres | Troisième République (1870–1940)        |
|                                       | XVe législature                                       | du 1er juin 1932 au 31 mai 1936                         | Assemblée nationale (1875-1942) | Chambre des députés (1875-1942) | Sénat (1875-1942) | Conseil des ministres | Troisième République (1870–1940)        |
|                                       | XVIe législature                                      | du 1er juin 1936 au 9 juillet 1940                      | Assemblée nationale (1875-1942) | Chambre des députés (1875-1942) | Sénat (1875-1942) | Conseil des ministres | Troisième République (1870–1940)        |
| du 9 juillet 1940 au 31 mai 1942      | XVIe législature                                      | Les chambres ne siègeront plus après le 10 juillet 1940 | Les chambres ne siègeront plus après le 10 juillet 1940 | Les chambres ne siègeront plus après le 10 juillet 1940 | France libre (1940–1942) puis France Combattante (1942–1943) | Régime de Vichy (1940–1944) |                                         |
|                                       |                                                       |                                                         | Les chambres ne siègeront plus après le 10 juillet 1940 | Les chambres ne siègeront plus après le 10 juillet 1940 | France libre (1940–1942) puis France Combattante (1942–1943) | Régime de Vichy (1940–1944) |                                         |
|                                       | Législature unique                                    | du 3 novembre 1943 au 25 juillet 1944                   | Assemblée consultative provisoire d'Alger | Assemblée consultative provisoire d'Alger | Assemblée consultative provisoire d'Alger | Régime de Vichy (1940–1944) | CFLN (1943–1944)                        |
|                                       | Législature unique                                    | du 7 novembre 1944 au 5 novembre 1945                   | Assemblée consultative provisoire de Paris | Assemblée consultative provisoire de Paris | Assemblée consultative provisoire de Paris | GPRF (1944–1946) | Quatrième République (1944–1958)        |
|                                       | Législature unique                                    | du 6 novembre 1945 au 10 juin 1946                      | 1re Assemblée nationale constituante | 1re Assemblée nationale constituante | 1re Assemblée nationale constituante | GPRF (1944–1946) | Quatrième République (1944–1958)        |
|                                       | Législature unique                                    | du 11 juin 1946 au 27 novembre 1946                     | 2e Assemblée nationale constituante | 2e Assemblée nationale constituante | 2e Assemblée nationale constituante | GPRF (1944–1946) | Quatrième République (1944–1958)        |
|                                       | Ire législature                                       | du 28 novembre 1946 au 4 juillet 1951                   | Parlement (1946–1958) | Assemblée nationale (1946–1958) | Conseil de la République (1946–1958) | Conseil des ministres | Quatrième République (1944–1958)        |
|                                       | IIe législature                                       | du 5 juillet 1951 au 1er décembre 1955                  | Parlement (1946–1958) | Assemblée nationale (1946–1958) | Conseil de la République (1946–1958) | Conseil des ministres | Quatrième République (1944–1958)        |
|                                       | IIIe législature                                      | du 19 janvier 1956 au 8 décembre 1958                   | Parlement (1946–1958) | Assemblée nationale (1946–1958) | Conseil de la République (1946–1958) | Conseil des ministres | Quatrième République (1944–1958)        |
|                                       | Ire législature                                       | du 9 décembre 1958 au 10 octobre 1962                   | Congrès du Parlement français (depuis 1958) | Assemblée nationale (depuis 1958) | Sénat (depuis 1958) | Conseil des ministres | Cinquième République (depuis 1958)      |
|                                       | IIe législature                                       | du 6 décembre 1962 au 2 avril 1967                      | Congrès du Parlement français (depuis 1958) | Assemblée nationale (depuis 1958) | Sénat (depuis 1958) | Conseil des ministres | Cinquième République (depuis 1958)      |
|                                       | IIIe législature                                      | du 3 avril 1967 au 30 mai 1968                          | Congrès du Parlement français (depuis 1958) | Assemblée nationale (depuis 1958) | Sénat (depuis 1958) | Conseil des ministres | Cinquième République (depuis 1958)      |
|                                       | IVe législature                                       | du 11 juillet 1968 au 1er avril 1973                    | Congrès du Parlement français (depuis 1958) | Assemblée nationale (depuis 1958) | Sénat (depuis 1958) | Conseil des ministres | Cinquième République (depuis 1958)      |
|                                       | Ve législature                                        | du 2 avril 1973 au 2 avril 1978                         | Congrès du Parlement français (depuis 1958) | Assemblée nationale (depuis 1958) | Sénat (depuis 1958) | Conseil des ministres | Cinquième République (depuis 1958)      |
|                                       | VIe législature                                       | du 3 avril 1978 au 22 mai 1981                          | Congrès du Parlement français (depuis 1958) | Assemblée nationale (depuis 1958) | Sénat (depuis 1958) | Conseil des ministres | Cinquième République (depuis 1958)      |
|                                       | VIIe législature                                      | du 2 juillet 1981 au 1er avril 1986                     | Congrès du Parlement français (depuis 1958) | Assemblée nationale (depuis 1958) | Sénat (depuis 1958) | Conseil des ministres | Cinquième République (depuis 1958)      |
|                                       | VIIIe législature                                     | du 2 avril 1986 au 14 mai 1988                          | Congrès du Parlement français (depuis 1958) | Assemblée nationale (depuis 1958) | Sénat (depuis 1958) | Conseil des ministres | Cinquième République (depuis 1958)      |
|                                       | IXe législature                                       | du 23 juin 1988 au 1er avril 1993                       | Congrès du Parlement français (depuis 1958) | Assemblée nationale (depuis 1958) | Sénat (depuis 1958) | Conseil des ministres | Cinquième République (depuis 1958)      |
|                                       | Xe législature                                        | du 2 avril 1993 au 21 avril 1997                        | Congrès du Parlement français (depuis 1958) | Assemblée nationale (depuis 1958) | Sénat (depuis 1958) | Conseil des ministres | Cinquième République (depuis 1958)      |
|                                       | XIe législature                                       | du 12 juin 1997 au 18 juin 2002                         | Congrès du Parlement français (depuis 1958) | Assemblée nationale (depuis 1958) | Sénat (depuis 1958) | Conseil des ministres | Cinquième République (depuis 1958)      |
|                                       | XIIe législature                                      | du 19 juin 2002 au 19 juin 2007                         | Congrès du Parlement français (depuis 1958) | Assemblée nationale (depuis 1958) | Sénat (depuis 1958) | Conseil des ministres | Cinquième République (depuis 1958)      |
|                                       | XIIIe législature                                     | du 20 juin 2007 au 19 juin 2012                         | Congrès du Parlement français (depuis 1958) | Assemblée nationale (depuis 1958) | Sénat (depuis 1958) | Conseil des ministres | Cinquième République (depuis 1958)      |
|                                       | XIVe législature                                      | du 20 juin 2012 au 20 juin 2017                         | Congrès du Parlement français (depuis 1958) | Assemblée nationale (depuis 1958) | Sénat (depuis 1958) | Conseil des ministres | Cinquième République (depuis 1958)      |
|                                       | XVe législature                                       | du 21 juin 2017 au 21 juin 2022                         | Congrès du Parlement français (depuis 1958) | Assemblée nationale (depuis 1958) | Sénat (depuis 1958) | Conseil des ministres | Cinquième République (depuis 1958)      |
|                                       | XVIe législature                                      | du 22 juin 2022 au 9 juin 2024                          | Congrès du Parlement français (depuis 1958) | Assemblée nationale (depuis 1958) | Sénat (depuis 1958) | Conseil des ministres | Cinquième République (depuis 1958)      |
|                                       | XVIIe législature                                     | depuis le 8 juillet 2024                                | Congrès du Parlement français (depuis 1958) | Assemblée nationale (depuis 1958) | Sénat (depuis 1958) | Conseil des ministres | Cinquième République (depuis 1958)      |